# Steve Ogrizovic
Steve Ogrizovic (Mansfield, 12 september 1957) is een Engels voormalig voetbalcoach en voetballer die dienstdeed als doelman. Ogrizovic bracht 16 seizoenen door bij Coventry City, van 1984 tot 2000, en speelde een recordaantal van 601 officiële wedstrijden in het shirt van Coventry. 
Ogrizovic was ook vijf jaar reservedoelman van Liverpool, eerst als doublure voor Ray Clemence en later Bruce Grobbelaar. Coventry-fans noemden hem "Oggy".

## Clubcarrière

### Chesterfield
Ogrizovic begon zijn carrière als doelman bij Chesterfield in 1977, een ploeg die toen uitkwam in de Third Division maar die hij na weliswaar 16 competitiewedstrijden te hebben gespeeld, inruilde voor de Engelse topclub Liverpool. 

### Liverpool
Ogrizovic kon bij Liverpool nooit doorbreken wegens de stevige concurrentie die hij kreeg van Ray Clemence. Na diens afscheid van de club in 1981 gaf manager Bob Paisley meteen de voorkeur aan Bruce Grobbelaar. Hij mocht slechts vier keer opdraven in de competitie. 
Ogrizovic won met Liverpool twee keer Europacup I en veroverde drie landstitels. Ogrizovic bleef negentig minuten op de bank in de door Liverpool met 1-0 gewonnen Europacup I-finale tegen Club Brugge in 1978. Kenny Dalglish scoorde het enige doelpunt. 
Ook in de met 1-0 gewonnen Europa Cup I-finale van 1981 tegen Real Madrid zat hij negentig minuten op de bank. Alan Kennedy scoorde de winnende treffer. Het gebrek aan speelkansen zette hem ertoe aan Anfield na vier jaar te verlaten.

### Shrewsbury Town
Ogrizovic besloot op een lager niveau te gaan spelen en tekende een contract bij tweedeklasser Shrewsbury Town. Hier werd Ogrizovic een vaste waarde en kwam de doelman in twee seizoenen 84 keer in actie. Ogrizovic wekte met zijn prestaties de belangstelling van enkele teams uit de First Division, de voorloper van de Premier League. 

### Coventry City
In de zomer van 1984 verruilde hij Shrewsbury Town voor Coventry City. Met de transfer was een bedrag van £ 72.500 gemoeid. 
Ogrizovic zou de rest van zijn loopbaan op Highfield Road spelen en wordt gezien als een clubicoon. Hij speelde 16 seizoenen en meer dan 500 competitiewedstrijden voor The Sky Blues. Ogrizovic ontpopte zich op voetballend vlak tot een van de betere doelmannen in de Engelse hoogste klasse. Zo stond hij bekend om een verre doeltrap. Ogrizovic is namelijk een van de weinige Engelse keepers die een doelpunt heeft gescoord. Hij scoorde tegen Sheffield Wednesday op 12 oktober 1986. Hij trapte de bal vanaf zijn strafschopgebied in het doel van de tegenstander. Bovendien was dit het enige doelpunt dat Ogrizovic ooit heeft gemaakt.
Ogrizovic is een van de vier spelers die in vier verschillende decennia in de hoogste Engelse voetbalklasse hebben gespeeld, de anderen zijn Peter Shilton, John Lukic en Sir Stanley Matthews. Een opvallend record van Ogrizovic is dat van de meeste basisplaatsen op rij voor Coventry. Hij stond 209 keer op rij tussen de palen in de competitie, tussen augustus 1984 en september 1989. Ogrizovic behaalde zijn grootste triomf als doelman van Coventry in 1987, door de finale van de FA Cup te winnen van Tottenham Hotspur met 3-2 na verlengingen. Een eigen doelpunt van Tottenham-verdediger Gary Mabbutt in de 95ste minuut beslechtte het pleit. Ogrizovic behoedde zijn club in de jaren 90 meermaals voor een degradatie naar de First Division (tegenwoordig de Championship).
Ogrizovic beëindigde zijn actieve loopbaan in mei 2000 op 42-jarige leeftijd. Hij kwam in zijn laatste seizoen al wat minder aan spelen toe, daar hij zijn basisplaats was verloren aan de Zweed Magnus Hedman. "Oggy" speelde vijf competitiewedstrijden in zijn laatste twee seizoenen. In de voorlaatste wedstrijd van het seizoen 1999-2000, de laatste thuiswedstrijd van Coventry tegen Sheffield Wednesday op 6 mei 2000, mocht de afscheidnemende Ogrizovic nog eens tussen de palen staan. Hij mocht van de organisatie achter de Premier League gelegenheidshalve het rugnummer 1 dragen, in tegenstelling tot zijn reguliere rugnummer 26.  Een jaar na het afscheid van Ogrizovic degradeerde Coventry City naar de First Division, de tweede divisie van het Engelse voetbal, en keerde sindsdien niet meer terug naar de Premier League.

## Trainerscarrière
Na zijn actieve spelerscarrière nam hij verschillende trainersfuncties aan binnen zijn ex-club Coventry City. Ogrizovic engageerde zich eerst als trainer in de jeugdwerking. Hij was tevens een seizoen trainer van de reserveploeg. Ogrizovic kreeg in het seizoen 2001-02 de taak om het eerste elftal te leiden als interim-manager na het vertrek van Roland Nilsson. Hij bleef interim-manager tot de aanstelling van ex-speler Gary McAllister. Hij deed ook 11 jaar dienst als keeperstrainer van Coventry City, van 2008 tot 2019.

## Erelijst
| Competitie                |           |                           |
| Competitie                | Aantal    | Jaren                     |
| Liverpool                 | Liverpool | Liverpool                 |
| ------------------------- | --------- | ------------------------- |
| Europacup I               | 2×        | 1977/78, 1980/81          |
| Engels landskampioenschap | 3×        | 1978/79, 1979/80, 1981/82 |
| UEFA Supercup             | 1×        | 1977                      |
| League Cup                | 2×        | 1980/81, 1981/82          |
| Coventry City             |           |                           |
| FA Cup                    | 1×        | 1986/87                   |

## Trivia
- Ogrizovic heeft een opmerkelijk scheefstaande neus. Hij verkreeg deze toen hij in zijn tienerjaren even voor portier speelde in diverse nachtclubs. Ogrizovic zei daarover: "Ik was goed in het vrijmaken van cafés waar dronken of agressieve leeftijdsgenoten de boel onveilig maakten. De politie was in die tijd echt mijn grootste vriend."[1]
- Ogrizovic is een geoefend cricket-speler. Hij noemt de sport zijn eerste liefde.[1]
- Ogrizovic heeft Joegoslavische roots langs vaders kant. Zijn vader Nicola verhuisde definitief naar Mansfield na de Tweede Wereldoorlog.[1]